# Giorgio Armani
Giorgio Armani Raimondi (Piacenza, 11 de julio de 1934) es un diseñador de moda, director creativo, director ejecutivo, empresario y filántropo italiano.
Fundó su propia empresa en 1974 y 37 años más tarde la revista Forbes lo consideró el diseñador italiano de mayor éxito comercial, estimando su fortuna en diez mil millones de dólares. Admirado y promocionado por diferentes cantantes y actores de Hollywood, Armani ha diversificado su producción de moda, con accesorios y otros complementos en lo que se conoce como el Emporio Armani, Armani/Casa, entre otras divisiones de su empresa.

## Biografía
Aunque su primera afición fue la fotografía, Giorgio Armani estudió tres años Medicina en la Universidad de Milán, pero luego fue a cumplir el servicio militar en 1957, comenzó a trabajar en los grandes almacenes La Rinascente como diseñador de escaparates. Entre los nueve años que separan 1961 y 1970 fue diseñador en Nino Cerruti y, tras abandonar esta firma, decidió abrir la suya propia. Tan solo cuatro años más tarde fundó junto a su socio Sergio Galeotti la sociedad Armani, dedicada a moda masculina inicialmente y un año más tarde también a la femenina, coincidiendo con la llegada de su hermana Rosanna a la empresa.
Giorgio Armani es un sagaz empresario, hábil al modular la creatividad y la fantasía de acuerdo a las nuevas necesidades de la vida moderna. Sus prendas son cómodas, habitualmente de líneas rectas y sobrias, si bien confeccionadas en materiales selectos. Sus colecciones de mujer inciden en una estética andrógina, no resaltan las formas y buscan una estilización realzando la verticalidad. No abusa del colorido, si bien incluye ocasionales aplicaciones de pedrería e hilos metálicos.
Armani es una persona muy privada, pero se ha identificado públicamente como bisexual. Mantuvo una larga relación con su compañero de negocios, el arquitecto Sergio Galeotti, quien murió de un infarto al corazón en 1985. Armani es también un aficionado del club de fútbol Inter de Milán. Desde 2008 es dueño del equipo de baloncesto EA7 Emporio Armani Olimpia Milano.

## Empresa

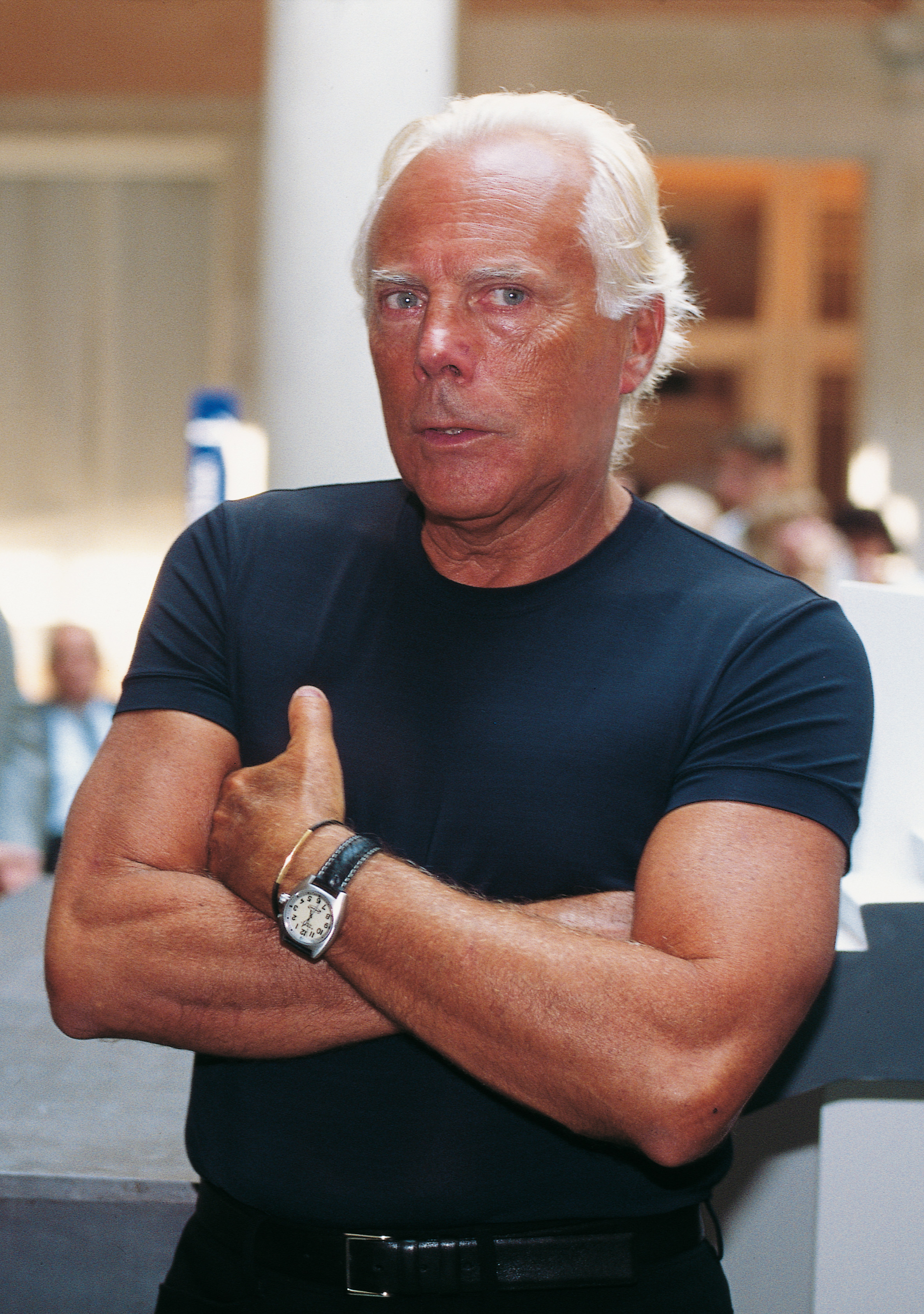

Armani es considerado una marca (label) o garantía de elegancia contenida, frente al atrevimiento más arriesgado de otros diseñadores. Su moda no experimenta quiebros o cambios rápidos, y muchos potentados la consideran un recurso infalible para vestir en las grandes ocasiones. 
Ha vestido asiduamente a grandes estrellas de Hollywood, tanto dentro de las películas como en sus apariciones públicas. Sus diseños para la película American Gigolo, con un joven Richard Gere, ayudaron a su irrupción en el mercado estadounidense. También se encargó del estilismo de la película Phenomena, del director italiano especializado en terror Dario Argento. Es un diseñador recurrente entre las estrellas que acuden a las entregas de los Premios Óscar. En fecha reciente, la cantante Beyoncé se ha convertido en imagen publicitaria de su fragancia Diamonds.
Desde el 2003, la marca Armani lleva vistiendo los miembros del cuarteto musical de ópera pop Il Divo, diseñando sus trajes para sus giras y conciertos. Gracias a Armani, son conocidos por su imagen impecable y elegante.